# 禧利街

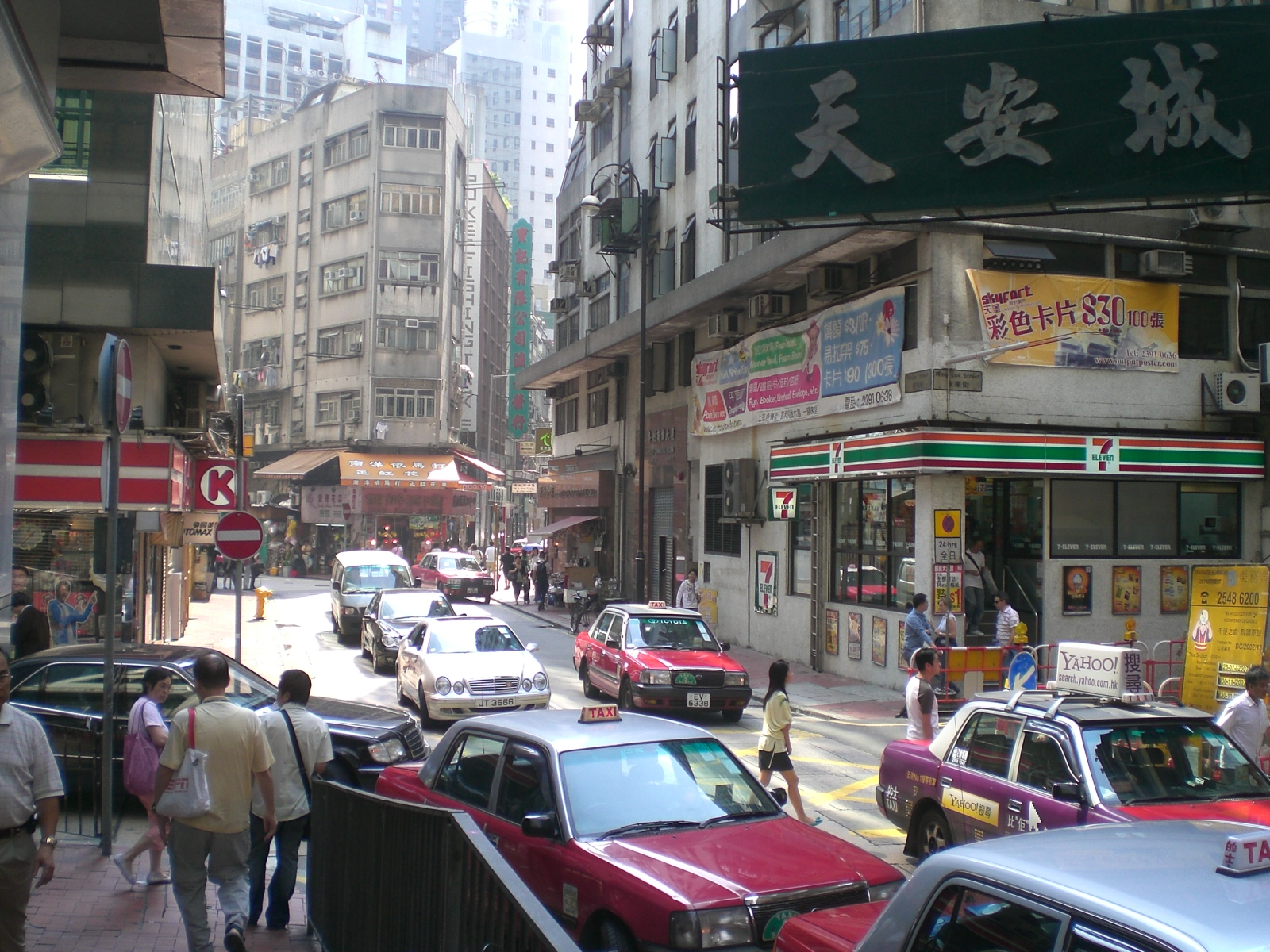
禧利街交通匯點

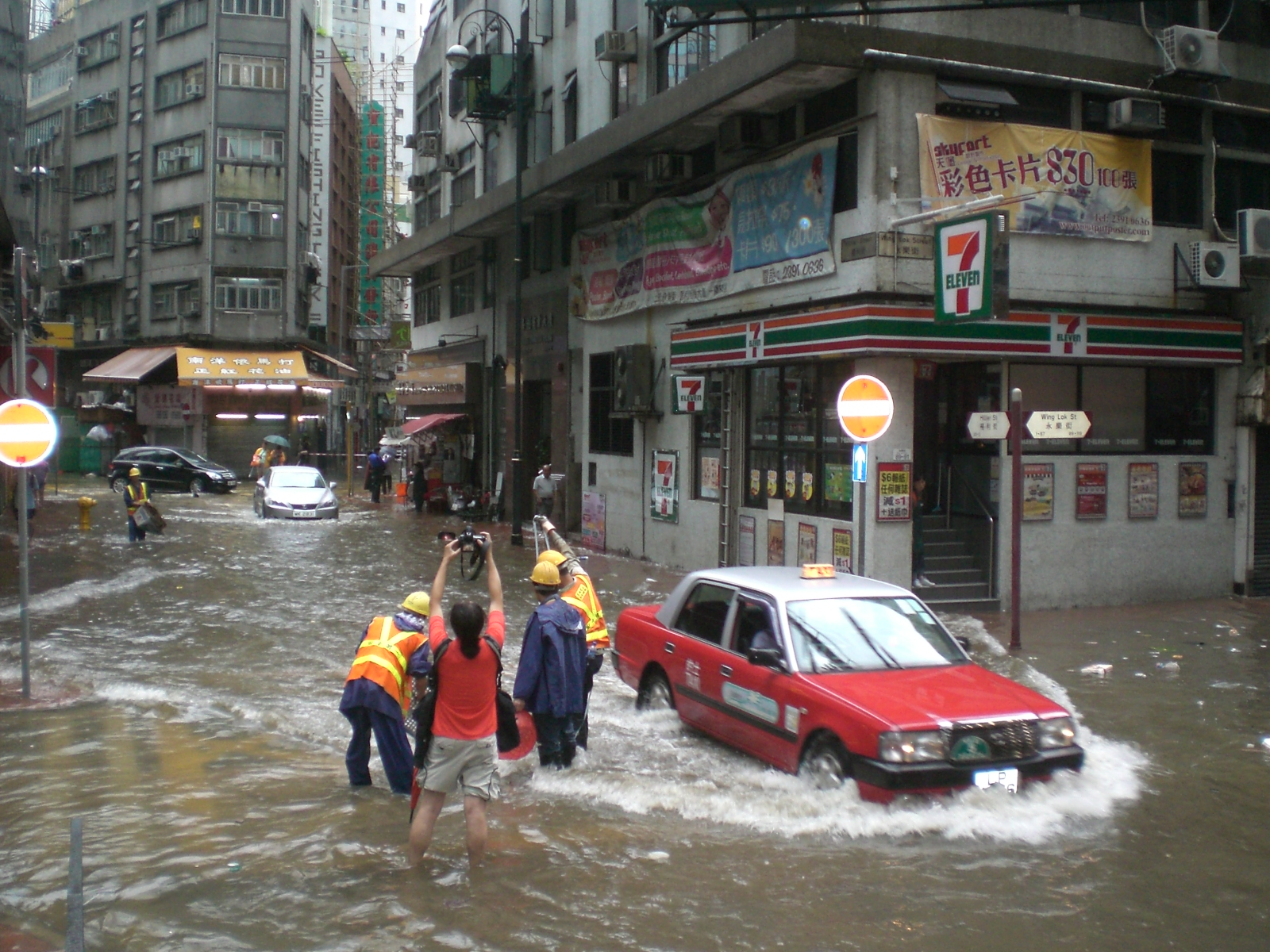
黑雨之後，水浸禧利街

禧利街（英語：Hillier Street），是香港上環的一條街道，是香港島填海所得的土地，街名以首席裁判司奚禮爾（Charles Batten Hillier）為名，當時被規劃為華人區，近中環及上環三角碼頭等，所以交通發達，商貿活躍。 禧利街地勢平坦，當時建築不少唐樓，臨街是商店。 現在禧利街有不少舊樓及洋樓，近港鐵上環站，出口有多家便利店及銀行聚集，早上有免費報紙派發。

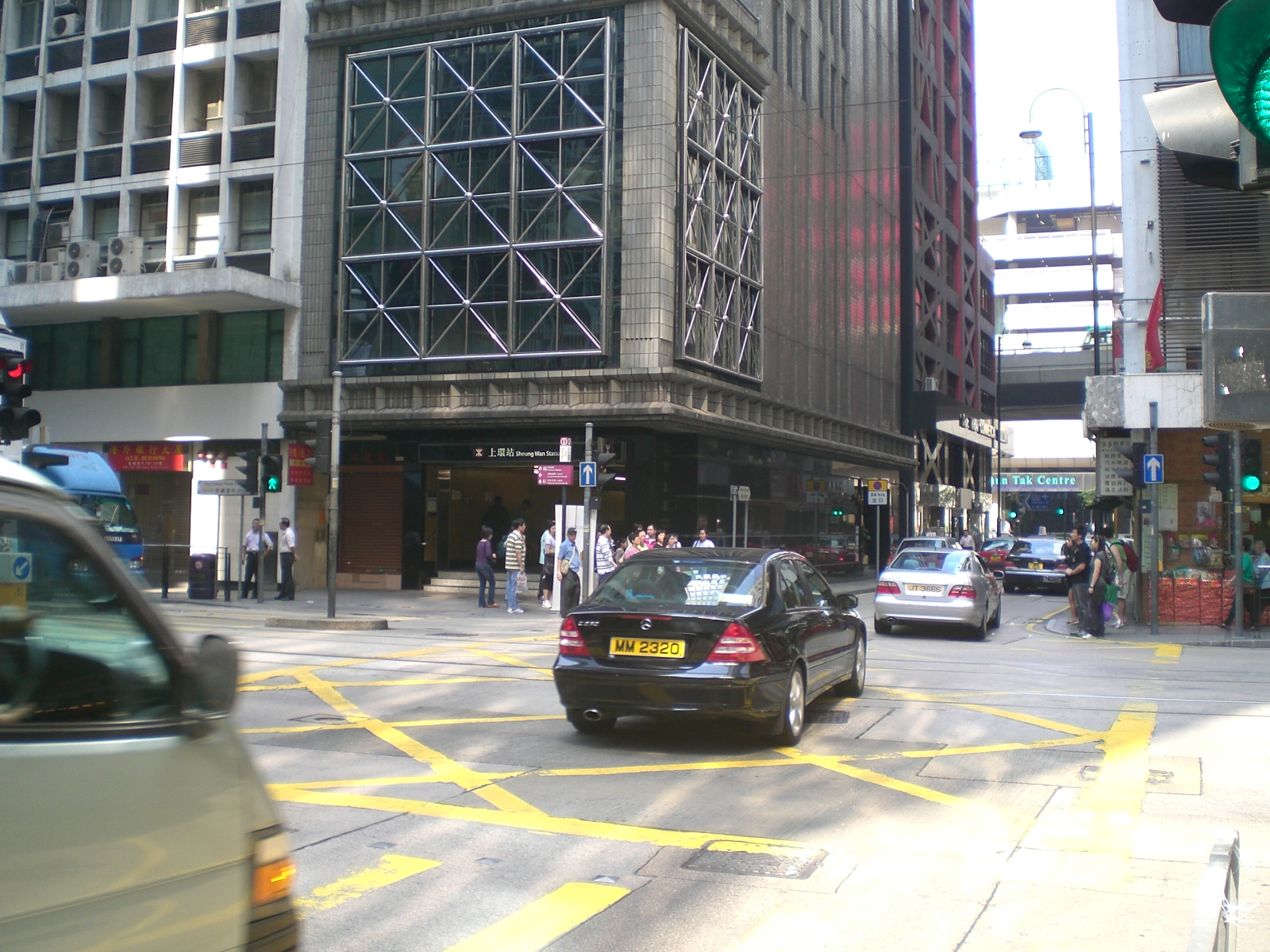
禧利街與德輔道中交界處
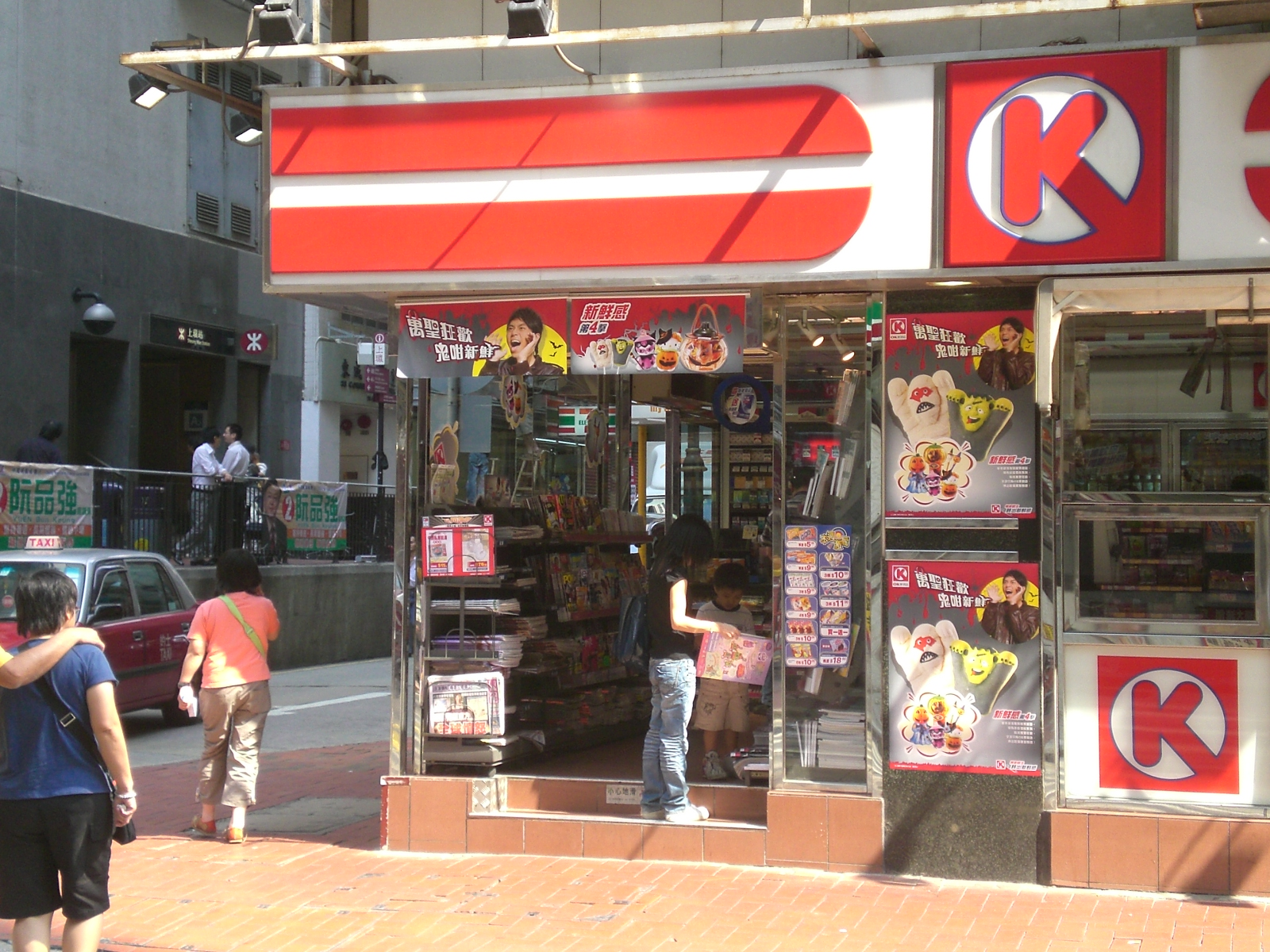
禧利街沿途設有便利店及地鐵出口
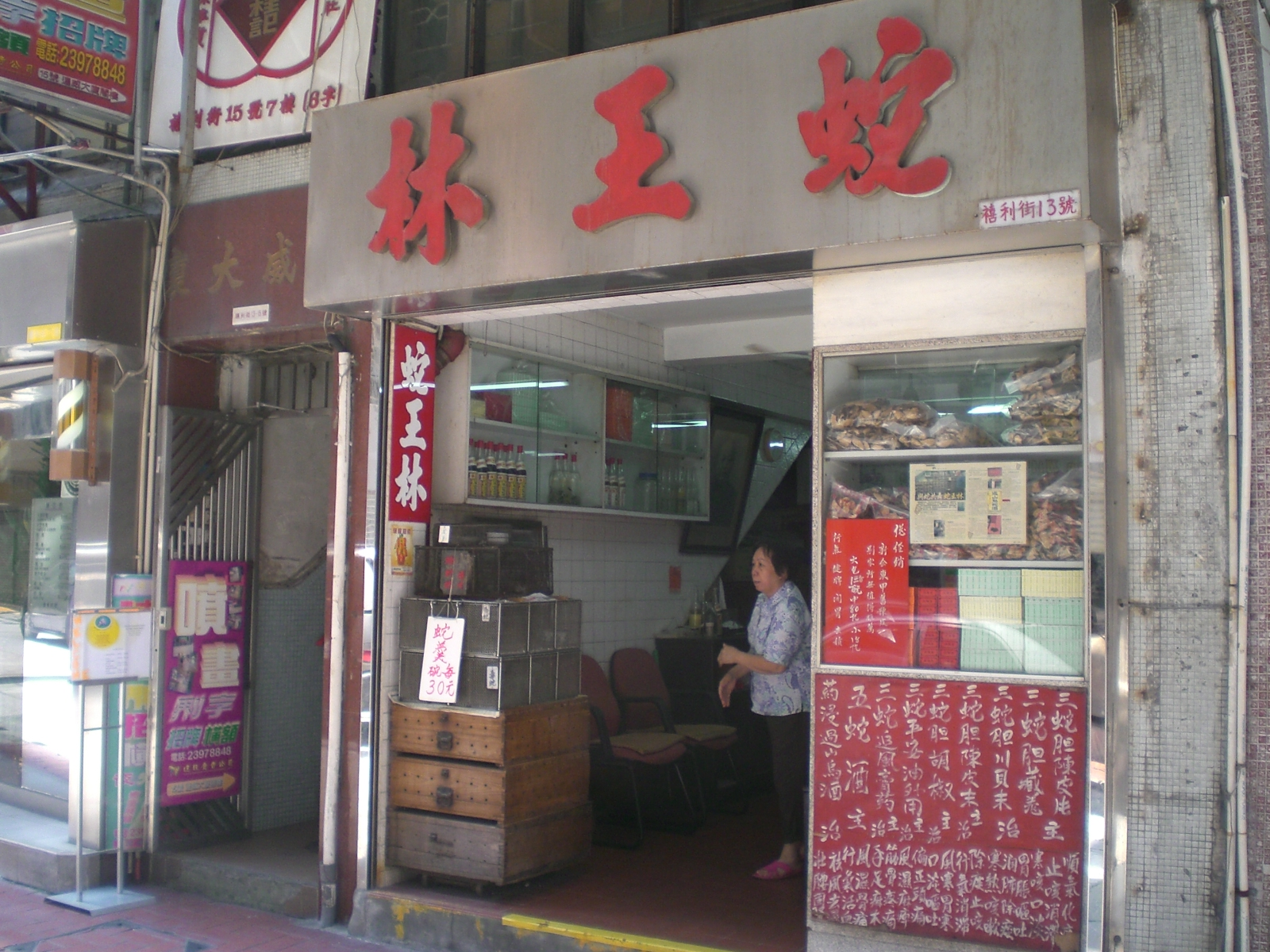
禧利街有不少新舊的地鋪

## 鄰近
- 皇后大道中
- 蘇杭街
- 畢街
- 文咸街 (文咸東及西)
- 永樂街
- 德輔道中
- 干諾道中

## 外部連接
- 香港地方: 上環禧利街名字來源自 C.B. Hillier (Assistant Magistrate) （页面存档备份，存于）